# پیامدهای جنگ جهانی اول
پیامدهای جنگ جهانی اول (انگلیسی: Aftermath of World War I) شاهد تغییرات شدید سیاسی، فرهنگی، اقتصادی و اجتماعی در سراسر اوراسیا، آفریقا و حتی در مناطقی خارج از مناطقی بود که مستقیماً درگیر آن بودند. چهار امپراتوری به دلیل جنگ فروپاشید، کشورهای قدیمی منسوخ شدند، کشورهای جدید شکل گرفتند، مرزها دوباره ترسیم شدند، سازمان‌های بین‌المللی تأسیس شدند و بسیاری از ایدئولوژی‌های جدید و قدیمی در اذهان مردم تثبیت شدند. جنگ جهانی اول همچنین تأثیری بر ایجاد دگرگونی سیاسی برای اکثر احزاب اصلی درگیر در مناقشه داشت و با ایجاد دگرگونی سیاسی برای اکثر طرف‌های اصلی درگیر در مناقشه و تبدیل آنها به دموکراسی نیابتی از طریق حق رأی عمومی تقریباً جهانی برای اولین بار در تاریخ، مانند آلمان انتخابات فدرال آلمان ۱۹۱۹، بریتانیای کبیر انتخابات عمومی ۱۹۱۸ بریتانیا، و ترکیه انتخابات عمومی ترکیه ۱۹۲۳.

## محاصره آلمان
از آتش‌بس در ۱۱ نوامبر ۱۹۱۸ تا امضای معاهده صلح با آلمان در ۲۸ ژوئن ۱۹۱۹، متفقین محاصره دریایی آلمان را که در طول جنگ آغاز شده بود، حفظ کردند. از آنجایی که آلمان به واردات وابسته بود، تخمین زده می‌شود که ۵۲۳۰۰۰ غیرنظامی جان خود را از دست داده‌اند. تم.پی. هووارد، از دانشگاه شفیلد، می‌گوید که در یک دوره هشت‌ماهه پس از پایان درگیری، یک چهارم میلیون نفر دیگر از بیماری یا گرسنگی جان خود را از دست دادند. شرایط آتش‌بس اجازه می‌داد که مواد غذایی به آلمان ارسال شود، اما متفقین از آلمان می‌خواستند که ابزار (کشتیرانی) را برای انجام این کار فراهم کند. دولت آلمان موظف بود از ذخایر طلای خود استفاده کند، زیرا قادر به تأمین وام از ایالات متحده نبود.